# Pseudorymosia
Pseudorymosia is een muggengeslacht uit de familie van de paddenstoelmuggen (Mycetophilidae).

## Soorten
- P. fovea (Dziedzicki, 1910)
- P. optiva (Dziedzicki, 1910)